# Верхоповье
Верхоповье — деревня в Ярцевском районе Смоленской области России. Входит в состав Миропольского сельского поселения. По состоянию на 2007 год постоянного населения не имеет. 
Расположена в северной части области в 31 км к северо-востоку от Ярцева, в 23 км севернее автодороги М1 «Беларусь», на берегу реки Усачёвка. В 24 км южнее деревни расположена железнодорожная станция Свищёво на линии Москва — Минск. 

## История
В годы Великой Отечественной войны деревня была оккупирована гитлеровскими войсками в июле 1941 года, освобождена в сентябре 1943 года.